# Potražnja
Pod pojmom potražnja podrazumijevaju se količine nekog dobra koje su potrošači spremni i sposobni kupiti pri određenim cijenama istog dobra. 
Zakon potražnje ustvrdit će da što je niža cijena nekog dobra, bit će, uz ostale neizmijenjene uvjete (ceteris paribus), veća njegova potraživana količina i obrnuto. Zbog ovog zakona je funkcija potražnje opadajuća. Zakon potražnje vrijedi za individualnu i tržišnu potražnju. Neke ekonomske sile u stanju su povećati ili smanjiti potražnju, odnosno pomaknuti udesno ili ulijevo krivulju potražnje i poznate su kao necjenovne odrednice ili "demand shifters" (engl.). 
Promjena dohotka potrošača može povećati ili smanjiti potražnju i zbog toga treba razlikovati normalna i inferiorna dobra. Također važan čimbenik čine i potrošačev ukus ili preferencije, te njihova očekivanja.

## Elementi koji utječu na potražnju
1. cijena samog dobra
  - viša cijena → manja potražnja za automobilima
2. prosječan dohodak
  - viši dohodak → veća potražnja za automobilima
3. broj stanovnika
  - više stanovnika → veće tržište → veća potražnja za dobrima
4. cijene komplementarnih dobara
  - niža cijena benzina → veća potražnja za automobilima
5. ukusi
6. posebni utjecaji

## Elastičnost potražnje
Elastičnost predstavlja jačinu reakcije. Elastičnost potražnje jest jačina reakcije tražene količine nekog dobra na promjene cijene tog dobra, uz uvjet da ostale stvari držimo jednake. Elastičnost potražnje je omjer postotne promjene tražene količine i postotne promjene cijene.
- Ako promjena cijene od 1% uzrokuje promjenu tražene količine veću od 1% onda je potražnja elastična.
- Ako promjena cijene od 1% uzrokuje promjenu tražene količine manju od 1% onda je potražnja neelastična.
- Ako promjena cijene od 1% uzrokuje promjenu tražene količine jednakoj 1% onda je potražnja jedinično elastična.

### Faktori koji utječu na elastičnost potražnje
- raspoloživost supstituta - što neki proizvod ima više supstituta, elastičnost potražnje je veća
- definiranost proizvoda - gorivo eurosuper95 ima elastičniju potražnju nego benzin
- udio u dohotku - veći udio u dohotku znači elastičniju potržnju,manji manje elastičnu - rast cijene soli rezlultirat će vrlo malim smanjenjem tržišne količine
- vrijeme - općenito je elastičnost potražnje veća u dugom nego u kratkom roku
- nužnost dobra - veći stupanj nužnosti znači manje elastičnu potražnju - npr. kruh i auto

## Krivulja potražnje
Krivulja potražnje je opadajuća zbog:
1. Efekta supstitucije - kada cijena raste kupac supstituira taj proizvod s nekim drugim proizvodom (npr. raste cijena piletine, kupovat ćemo više puretine).
2. Efekta dohotka - raste li cijena proizvoda mi možemo kupovati manje tog proizvoda jer se smanjuje kupovna moć, odnosno realni dohodak.[1]

## Poveznice
- Ponuda
- Elastičnost